# واتارو كيتهارا
واتارو كيتهارا (باليابانية: 北原亘؛ بالكانا: きたはら わたる) هو لاعب كرة قدم ياباني، ولد في 2 أغسطس 1982 في طوكيو في اليابان. شارك مع منتخب اليابان الوطني لكرة قدم الصالات. أما مع النوادي، فقد لعب مع Nagoya Oceans ‏.

## وصلات خارجية
- واتارو كيتهارا على موقع الاتحاد الدولي (مؤرشف)  (الإنجليزية)